# Dylanesque
Dylanesque è il dodicesimo album di Bryan Ferry, pubblicato nel 2007.
È composto di sole reinterpretazioni di Bob Dylan.

## Tracce
1. Just Like Tom Thumb's Blues – 3:50
2. Simple Twist of Fate – 5:18
3. Make You Feel My Love – 3:22
4. The Times They Are a-Changin' – 3:40
5. All I Really Want to Do – 2:29
6. Knockin' on Heaven's Door – 6:13
7. Positively 4th Street – 3:45
8. If Not for You – 2:40
9. Baby, Let Me Follow You Down – 2:13
10. Gates of Eden – 5:12
11. All Along the Watchtower – 3:46

## Formazione
- Bryan Ferry - voce, armonica, Farfisa
- Brian Eno - atmosfere "elettroniche" su traccia 8
- Isaac Ferry - atmosfere "elettroniche" su traccia 8
- Chris Spedding - chitarra
- David Williams - chitarra
- Oliver Thompson - chitarra
- Mick Green - chitarra su tracce 2 e 6
- Robin Trower - chitarra acustica su traccia 11
- Guy Pratt - basso
- Zev Katz - basso su tracce 2 e 6
- Andy Newmark - batteria
- Bobby Irwin - batteria su tracce 2 e 6
- Frank Ricotti - percussioni
- Paul Carrack - organo
- Colin Good - piano
- Warren Ellis - archi
- Lucy Wilkins - violino su traccia 2
- Anthony Pleeth - violoncello su traccia 7
- Gavyn Wright - violino
- Jackie Shave - violino
- Jon Thorne - viola
- Anthony Pleech - violoncello
- Tara McDonald - cori
- Me'sha Bryan, Sarah Brown, Anna McDonald, Sharon White, Michelle John, Joy Malcolm - cori